# Dantumadiel
Dantumadiel (in olandese Dantumadeel ) è una municipalità dei Paesi Bassi di 19 289 abitanti situata nella provincia della Frisia.